# B. Dylan Hollis
Dylan Hollis
Benjamin Dylan Hollis, mieux connu sous le nom de B. Dylan Hollis, (né le 7 septembre 1995 à Paget) est une personnalité des médias sociaux et pâtissier bermudien. Il est surtout connu pour ses vidéos sur TikTok dans lesquelles il prépare, échantillonne et commente des recettes américaines inhabituelles. Il compte plus de dix millions d'abonnés sur la plateforme as en date d'octobre 2023 ainsi que plus de deux millions d'abonnés sur YouTube. Hollis est un invité sur Good Morning America et The Kelly Clarkson Show .
Son premier livre de cuisine, Baking Yesteryear, publié par Penguin Random House, est devenu l'un des livres les plus pré-commandés de l'histoire de son éditeur, surpassé uniquement par les mémoires de Barack Obama, Michelle Obama et du prince Harry. Sorti en juillet 2023, il a fait ses débuts à la première place de la liste des best-sellers du New York Times et est resté sur la liste pendant quatorze autres semaines,.

## Jeunesse
Hollis a grandi à St. George's, aux Bermudes,,, et fréquente la Warwick Academy. En 2014, il s'installe à Laramie au Wyoming, pour étudier à l'université du Wyoming, où sa fascination de longue date pour la culture américaine du milieu du XXe siècle l'amène à étudier les big bands de jazz des années 1940, ainsi qu'à acheter et à conduire quotidiennement une Cadillac Series 62 de 1963 nommé « Ernest »,,,. Il obtient un baccalauréat en musique en 2021.

## Carrière
Hollis commence à utiliser TikTok en avril 2020 pour passer le temps pendant la pandémie de COVID-19,,,. Il réalise d'abord de courtes vidéos humoristiques sur TikTok sur le jazz et sa vie au Wyoming,.
Ayant peu d'expérience en pâtisserie avant la pandémie,, Hollis est inspiré par une recette de 1915 pour un « pork cake » issue de ses objets de collections vintages qu'il trouve « ridicule » et décide de se filmer en train de le préparer,,. La vidéo, dans laquelle Hollis décrit le plat comme ayant le goût d'un « bon point d'interrogation », a été visionnée plus d'un million de fois en date de juin 2022,. Une autre vidéo sur le pain au beurre d'arachide de l'époque de la Grande Dépression est visionnée près de 34 millions de fois. En avril 2021, Hollis compte plus de deux millions d'abonnés sur l'application, et il est classé comme le septième influenceur avec la plus grande croissance sur TikTok. En février 2023 , ce nombre monte à 9,7 millions d'abonnés. Outre TikTok, Hollis compte également un nombre important d'abonnés sur Tumblr, entrant dans la liste des 20 plus grandes célébrités du site en avril 2022. Ses vidéos sont souvent téléchargées depuis TikTok et misent en ligne sur Tumblr. Il compte également 1,1 million d'abonnés YouTube et 396 000 sur Instagram as en mai 2022,.
Les vidéos de Hollis utilisent des recettes tirées de livres de cuisine vintage du XXe siècle, datant généralement de la fin des années 1800 aux années 1960. Les recettes présentées dans ses vidéos s'étendent de 1865 pour la plus ancienne à 2001 pour la plus récente,. Cependant, les recettes qu'il évoque datent généralement de la Grande Dépression. Les vidéos couvrent généralement la préparation, la cuisson et la dégustation de chaque recette en une minute. Hollis choisit ses recettes en fonction de leur conformité à ses critères « trois W » : « wild, wacky, and wonderful » (insensé, délirante et merveilleuse). Les vidéos de Hollis incluent parfois également des discussions sur son éducation aux Bermudes et des clips de lui jouant au piano jazz.
Hollis est connu pour sa personnalité animée et son humour burlesque dans ses vidéos. <i id="mwAXs">Eater</i> décrit son personnage comme « alternant entre des plaisanteries et du sur-jeu rappelant les dessins animés » et « [faisant penser] à un film des Marx Brothers au double de la vitesse », tandis que The Food Channel écrit qu'il « combine les répliques percutantes de Rodney Dangerfield avec le charisme excentrique d'Ed Grimley (Martin Short vers 1984) ou de Pee-Wee Herman (Paul Reubens vers 1983) ». Hollis cite la programmation radiophonique des années 1930 et 1940 comme ayant influencé son personnage devant la caméra,.
Hollis est invité à The Kelly Clarkson Show en octobre 2022, où il a préparé un gâteau de porc aux côtés de l'animatrice Kelly Clarkson et des invités Jay Leno et Ayo Edebiri,. Dans une chronique du New York Times de mai 2021, le comédien John Hodgman mentionne avoir regardé les vidéos de Hollis, notant en particulier ses vidéos de salade de thon Jell-O et de gâteau au chocolat et mayonnaise.
En juin 2022, Hollis a annoncé qu'il écrit un livre de cuisine, Baking Yesteryear. Les 101 recettes du livre, couvrant les années 1900 aux années 1980, incluent certaines des recettes les mieux notées de ses vidéos, notamment, mais sans s'y limiter, les macarons aux flocon de maïs, les biscuits ANZAC, les Ricciarelli et la version maison des Buster Bars popularisée dans les années 80 par la sortie de la barre de crème glacée Dairy Queen du même nom. Le livre est sorti le 25 juillet 2023 via Penguin Random House,,.

## Vie personnelle
Hollis possède une collection de plus de 340 livres de cuisine vintage, à laquelle les fans contribuent régulièrement,.
Hollis est gay, ayant fait son coming out en 2019, et fait souvent des références humoristiques à ce sujet dans ses vidéos. Il déclare à PinkNews qu'il a eu du mal à exprimer sa sexualité en grandissant, en raison de attitude hostile envers son orientation sexuelle aux Bermudes, et que ses TikToks sont « ma façon de me partager avec ce que je suppose être des gens tolérants, et cela s'est avéré être le cas - et cela m'a fait me sentir beaucoup mieux dans ma peau. »